# Kalorama
Kalorama est un quartier qui fait partie du quadrant Nord-Ouest de Washington aux États-Unis.
Quartier cossu, il comprend les zones résidentielles de Kalorama Triangle et de Sheridan-Kalorama.

## Résidents notables
Six anciens présidents américains ont vécu ou vivent dans le quartier de Kalorama :
- Woodrow Wilson a acheté une maison au 2340 S Street en 1921 et y a vécu jusqu'à sa mort trois ans plus tard. Après la mort de sa veuve en 1961, la Woodrow Wilson House fut désignée monument historique national en 1964 et devint un musée dédié à la mémoire du président.
- William Howard Taft a habité au 2215 Wyoming Avenue de 1921 jusqu'à sa mort en 1930. La maison abrite aujourd'hui l'ambassade de Syrie.
- Franklin Delano Roosevelt et sa femme Eleanor y ont résidé de 1917 à 1920, alors qu'il était secrétaire adjoint de la Marine. La maison est de nos jours la résidence de l'ambassadeur du Mali.
- Warren Harding a vécu au 2314 Wyoming Avenue de 1917 à 1921. La maison, construite en 1915, est maintenant la résidence de l'ambassadeur de Monaco.
- Herbert Hoover y résida de 1921 à 1929 et de 1933 à 1944. Le bâtiment abrite l’ambassade de Birmanie (Myanmar) depuis 1954.
- Barack Obama et sa famille vivent à Kalorama depuis la fin de sa présidence, le 20 janvier 2017.
- Jeff Bezos a acheté une maison à Kalorama en 2016 pour 23 millions de dollars, qui est la plus grande de Washington.
- Rex Tillerson a acheté une propriété de 5,5 millions de dollars.

D'autres personnalité y ont résidé :
- Ivanka Trump et Jared Kushner ont résidé dans une maison de 638 m2 entre décembre 2016 et janvier 2021[2].

Parmi les autres anciens résidents de Kalorama, on note aussi les juges de la Cour suprême Charles Evans Hughes, Louis Brandeis, Harlan Fiske Stone, Joseph McKenna et Sandra Day O'Connor, ainsi que les gouverneurs de la Réserve fédérale Adolph C. Miller (en) et Frederic Adrian Delano (en). 
Plus récemment, on peut citer le sénateur Ted Kennedy, l'ancien secrétaire à la Défense Donald Rumsfeld, l'ancien secrétaire d'État Rex Tillerson, l'historienne Elizabeth Eisenstein et l'ancien secrétaire américain au Trésor Jack Lew.
Le quartier de Kalorama comprend un certain nombre de résidences diplomatiques telles que la résidence de l'ambassadeur de France au 2221 Kalorama Road.